# Premio al mejor Baloncestista Masculino del Año de la Northeast Conference
El Premio al mejor Baloncestista Masculino del Año de la Northeast Conference (en inglés, Northeast Conference Men's Basketball Player of the Year) es un galardón que otorga la Northeast Conference al jugador de baloncesto masculino más destacado del año. El premio fue entregado por primera vez en la temporada 1982–83, cuando la conferencia era conocida como ECAC Metro Conference.
El ganador del premio más reconocido es Rik Smits de Marist, galardonado en 1987 y 1988. Smits completó una notable carrera en la National Basketball Association (NBA) durante 12 temporadas (1988–2000), todas ellas con Indiana Pacers.
En 1984 hubo triple ganador del premio. Long Island es la universidad con más ganadores con ocho, seguida de Robert Morris y Central Connecticut con seis. Todos los miembros originales de la Northeast Conference cuentan con al menos un ganador. De los miembros actuales de la NEC, solo Bryant no tiene ningún vencedor del premio.

## Ganadores

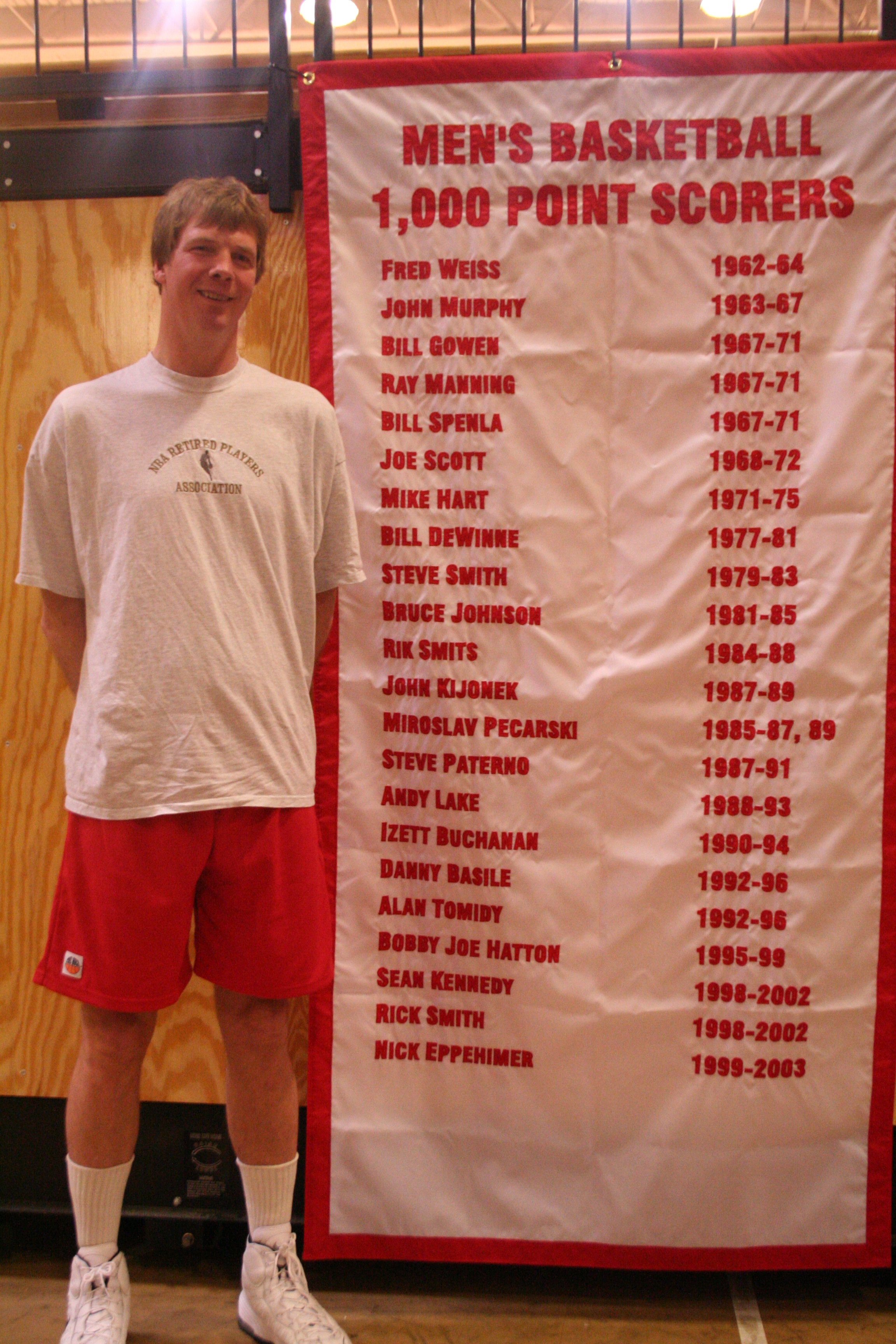
Rik Smits de Marist ganó los premios de 1987 y 1988.

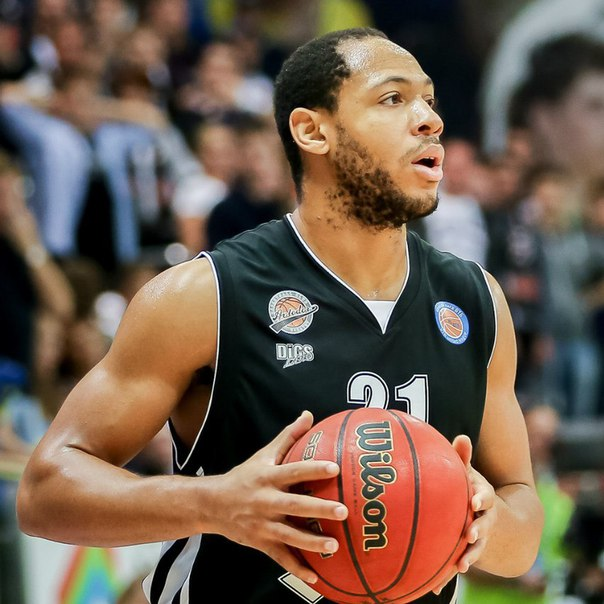
Jeremy Chappell de Robert Morris ganó en 2009.

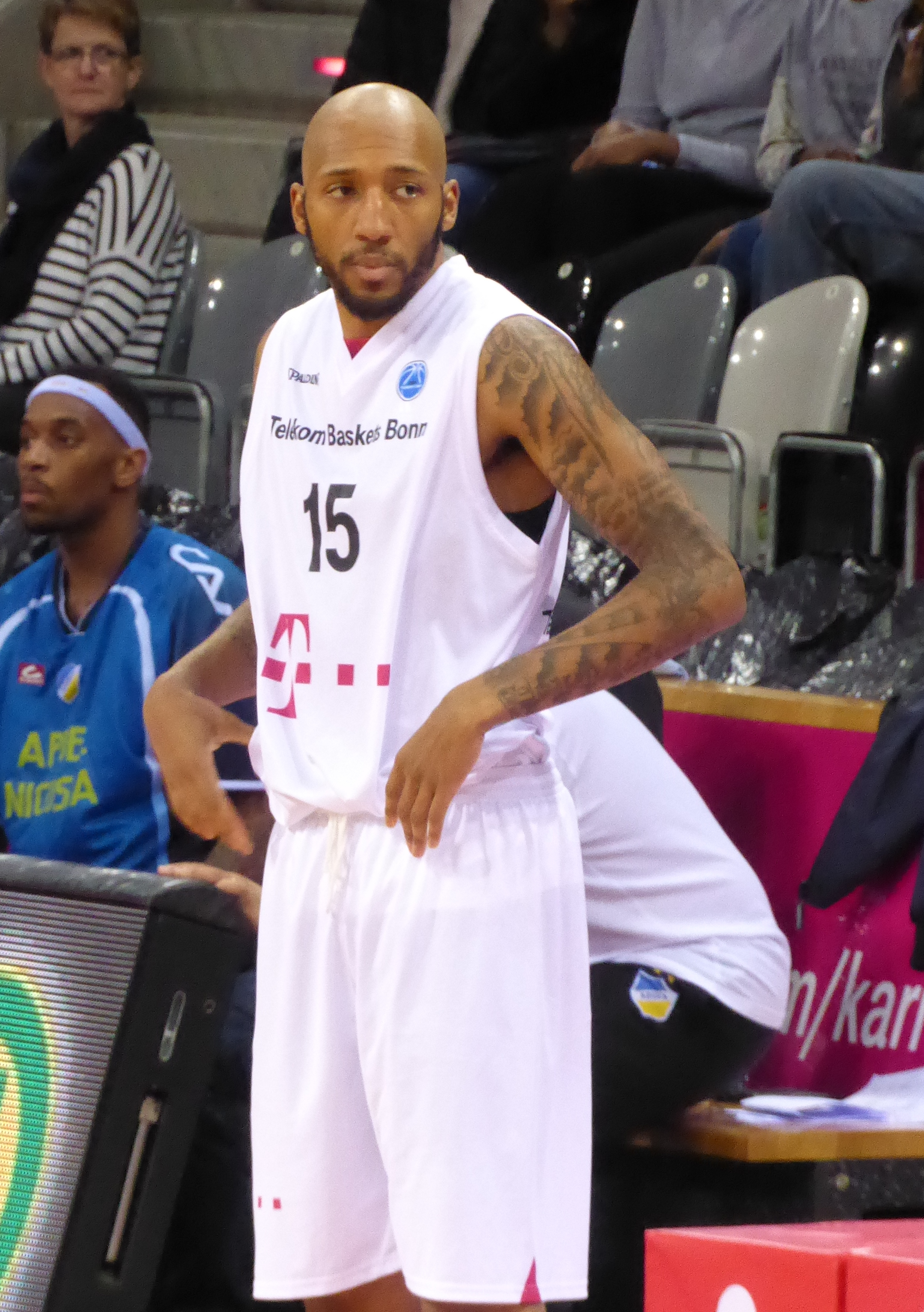
Ken Horton de Central Connecticut ganó en 2011.

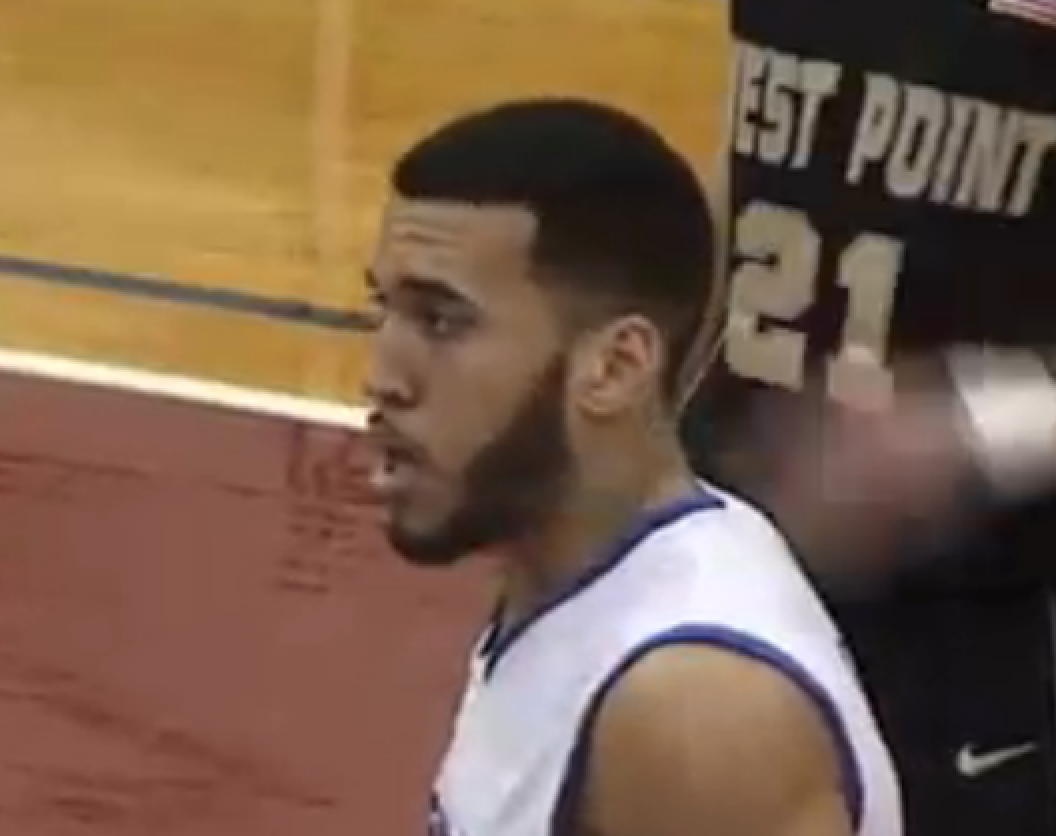
Jalen Cannon de St. Francis Brooklyn ganó en 2015.

| †           | Co-Jugadores del Año                                                                                                |
| *           | Ganador del premio al mejor universitario del año: el Naismith College Player of the Year o el John R. Wooden Award |
| Jugador (X) | Denota el número de veces que ha conseguido el galardón                                                             |

| Temporada | Jugador           | Universidad               | Posición       | Curso     |
| --------- | ----------------- | ------------------------- | -------------- | --------- |
| 1982–83   | Steve Smith       | Marist                    | Escolta        | Senior    |
| 1983–84†  | Chipper Harris    | Robert Morris             | Escolta        | Senior    |
| 1983–84†  | Robert Jackson    | St. Francis Brooklyn      |                | Senior    |
| 1983–84†  | Carey Scurry      | Long Island               | Ala-Pívot      | Junior    |
| 1984–85   | Carey Scurry (2)  | Long Island               | Ala-Pívot      | Senior    |
| 1985–86   | Terrance Bailey   | Wagner                    | Escolta        | Junior    |
| 1986–87   | Rik Smits         | Marist                    | Pívot          | Junior    |
| 1987–88   | Rik Smits (2)     | Marist                    | Pívot          | Senior    |
| 1988–89   | Vaughn Luton      | Robert Morris             | Base / Escolta | Senior    |
| 1989–90   | Desi Wilson       | Fairleigh Dickinson       | Alero          | Junior    |
| 1990–91   | Mike Iuzzolino    | Saint Francis (PA)        | Base           | Senior    |
| 1991–92   | Myron Walker      | Robert Morris             | Escolta        | Sophomore |
| 1992–93   | Darrick Suber     | Rider                     | Base           | Senior    |
| 1993–94   | Izett Buchanan    | Marist                    | Alero          | Senior    |
| 1994–95   | Joe Griffin       | Long Island               | Ala-Pívot      | Senior    |
| 1995–96   | Chris McGuthrie   | Mount St. Mary's          | Base           | Senior    |
| 1996–97   | Charles Jones     | Long Island               | Base / Escolta | Junior    |
| 1997–98   | Charles Jones (2) | Long Island               | Base / Escolta | Senior    |
| 1998–99   | Ray Minlend       | St. Francis Brooklyn      | Base           | Senior    |
| 1999–00   | Rick Mickens      | Central Connecticut State | Escolta        | Senior    |
| 2000–01   | Rahsaan Johnson   | Monmouth                  | Base           | Sophomore |
| 2001–02   | Corsley Edwards   | Central Connecticut State | Alero          | Senior    |
| 2002–03   | Jermaine Hall     | Wagner                    | Alero          | Senior    |
| 2003–04   | Ron Robinson      | Central Connecticut State | Alero          | Senior    |
| 2004–05   | Blake Hamilton    | Monmouth                  | Ala-Pívot      | Senior    |
| 2005–06   | Chad Timberlake   | Fairleigh Dickinson       | Escolta        | Senior    |
| 2006–07   | Javier Mojica     | Central Connecticut State | Escolta / Base | Senior    |
| 2007–08   | Tony Lee          | Robert Morris             | Base           | Senior    |
| 2008–09   | Jeremy Chappell   | Robert Morris             | Escolta        | Senior    |
| 2009–10   | Justin Rutty      | Quinnipiac                | Ala-Pívot      | Junior    |
| 2010–11   | Ken Horton        | Central Connecticut State | Alero          | Junior    |
| 2011–12   | Julian Boyd       | Long Island               | Ala-Pívot      | Junior    |
| 2012–13   | Jamal Olasewere   | Long Island               | Ala-Pívot      | Senior    |
| 2013–14   | Karvel Anderson   | Robert Morris             | Escolta        | Senior    |
| 2014–15   | Jalen Cannon      | St. Francis Brooklyn      | Ala-Pívot      | Senior    |
| 2015–16   | Cane Broome       | Sacred Heart              | Escolta        | Sophomore |
| 2016–17   | Jerome Frink      | LIU Brooklyn              | Alero          | Senior    |
| 2017–18   | Junior Robinson   | Mount St. Mary's          | Base           | Senior    |
| 2018–19   | Keith Braxton     | Saint Francis (PA)        | Base           | Junior    |
| 2019–20   | Isaiah Blackmon   | Saint Francis (PA)        | Base           | Senior    |
| 2020–21   | Alex Morales      | Wagner                    | Escolta        | Senior    |
| 2021–22   | Alex Morales (2)  | Wagner                    | Escolta        | Graduado  |
| 2022–23   | Josh Cohen        | Saint Francis (PA)        | Ala-Pívot      | Junior    |
| 2022–23   | Jordan Minor      | Merrimack                 | Ala-Pívot      | Senior    |
| 2023–24   | Jordan Derkack    | Merrimack                 | Base           | Sophomore |
| 2024–25   | Jordan Jones      | Central Connecticut       | Base           | Senior    |

## Ganadores por universidad
| Universidad (en NEC desde)       | Premios | Años                                            |
| -------------------------------- | ------- | ----------------------------------------------- |
| LIU (1981)                       | 8       | 1984†, 1985, 1995, 1997, 1998, 2012, 2013, 2017 |
| Robert Morris (1981)             | 6       | 1984†, 1989, 1992, 2008, 2009, 2014             |
| Central Connecticut State (1997) | 6       | 2000, 2002, 2004, 2007, 2011, 2025              |
| Marist (1981)                    | 4       | 1983, 1987, 1988, 1994                          |
| Wagner (1981)                    | 4       | 1986, 2003, 2021, 2022                          |
| St. Francis Brooklyn (1981)      | 4       | 1984†, 1999, 2015                               |
| Saint Francis (PA) (1981)        | 4       | 1991, 2019, 2020, 2023†                         |
| Fairleigh Dickinson (1981)       | 2       | 1990, 2006                                      |
| Monmouth (1985)                  | 2       | 2001, 2005                                      |
| Mount St. Mary's (1989)          | 2       | 1996, 2018                                      |
| Merrimack (2019)                 | 2       | 2023†, 2024                                     |
| Sacred Heart (1999)              | 1       | 2016                                            |
| Quinnipiac (1998)                | 1       | 2010                                            |
| Rider (1992)                     | 1       | 1993                                            |
| Bryant (2008)                    | 0       | —                                               |
| Chicago State (2024)             | 0       | —                                               |
| Le Moyne (2023)                  | 0       | —                                               |
| Loyola (MD) (1981)               | 0       | —                                               |
| Mercyhurst (2024)                | 0       | —                                               |
| Siena (1981)                     | 0       | —                                               |
| Stonehill (2022)                 | 0       | —                                               |
| UMBC (1998)                      | 0       | —                                               |